# Cospirazione di Cato Street

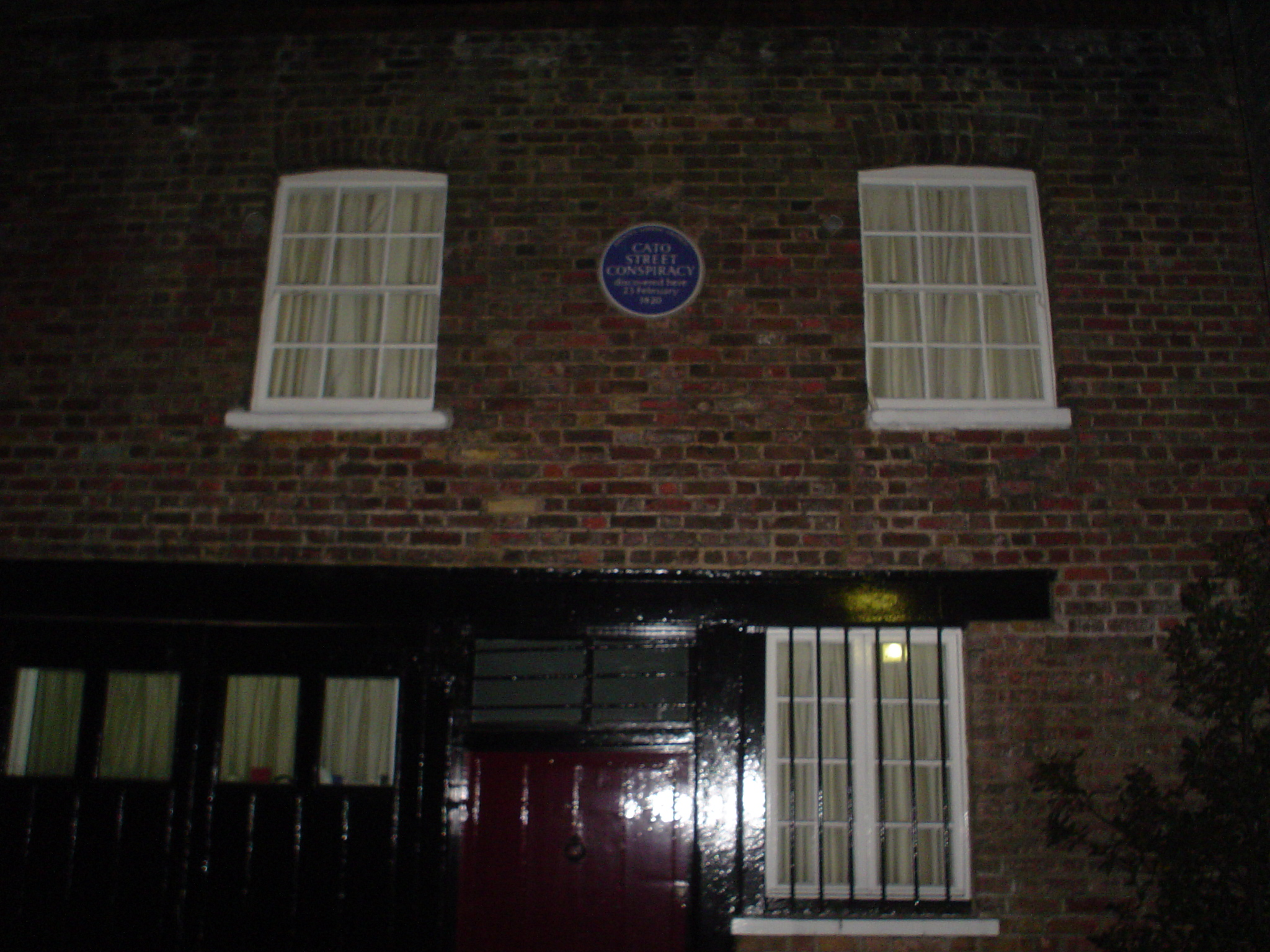
L'edificio di Londra nel quale furono trovati i cospiratori

La cospirazione di Cato Street fu il progetto elaborato nel 1820, finalizzato alla uccisione di tutti i ministri del Regno Unito, compreso il primo ministro Robert Jenkinson. Il nome deriva dal punto di incontro dei cospiratori, nei pressi di Edgware Road, a Londra.
Gli omicidi furono decisi da un gruppo di seguaci di Thomas Spence subito dopo la crisi di governo provocata dalla morte del re Giorgio III, il 29 gennaio 1820. Durante una riunione che si tenne quasi un mese dopo, il 22 febbraio. I cospiratori furono: Richard Bradburn, John Thoms Brunt, Charles Cooper, James Gilchrist, John Harrison, James Ings, Richard Tidd, James William Wilson, John Shaw Strange, Arthur Thistlewood

## I problemi sociali del primo ‘800 inglese
In Inghilterra la transizione da una società pre-industriale e una pesantemente industrializzata, ossia da un'economia prevalentemente rurale ad una basata su una massiccia produzione industriale, aveva ovviamente suscitato disagi e malcontenti. Dalla fine del XVIII secolo la società agricola si era destabilizzata progressivamente, l'inflazione continuava a crescere e cresceva la spinta degli abitanti della campagna a spostarsi nelle aree urbanizzate per trovare un'occupazione.
La fine delle guerre napoleoniche causò intorno al 1815 il rimpatrio di molti soldati in cerca di lavoro, aggravando il disagio sociale. La situazione socio-economica peggiorò ulteriormente con la crisi di governo nel 1820, dovuta alla morte di re Giorgio III, creando così un terreno fertile per rivolte e cospirazioni.
Il pensiero degli oppositori al regime, ed in particolare dei cospiratori di Cato Street, faceva riferimento alle teorie di Thomas Spence. Egli infatti sosteneva che la società dell'epoca necessitava di una ridistribuzione delle terre, in modo che ogni persona potesse goderne equamente le risorse: la proprietà concentrata in poche mani causa la povertà di alcune persone e sono una corruzione dello stato naturale, la società in cui l'uomo viveva originariamente.. Queste idee furono divulgate sotto forma di volantini e stampe, contribuendo ad agitare le masse.

## Arthur Thistlewood, da sostenitore dei repubblicani a congiurato
(J. Smith to J. Beckett)

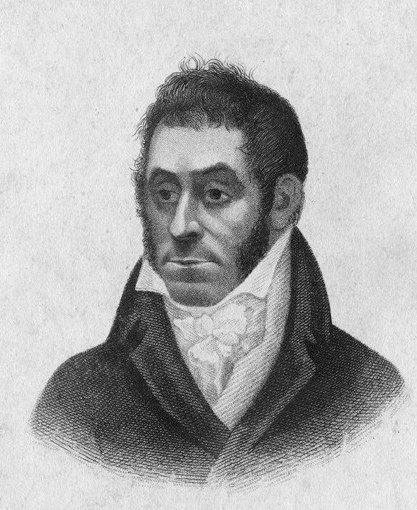
Arthur Thistlewood (1774–1820), uno dei cospiratori, dipinto da Abraham Wivell.

Arthur Thistlewood nacque nel 1774 e venne battezzato il 4 dicembre a Horsington vicino Horncastle, in una chiesa parrocchiale, figlio illegittimo di un allevatore di nome William Thistlewood e di una piccola negoziante, Ann Burnet.
Nel 1795 si registrò come allevatore nella cittadina di Tupholme per poi militare dal 1798 qualche anno nel West Yorkshire. Nel gennaio del 1804 sposò Jane Worsley, che morirà di parto dando alla luce il loro primo figlio Julian. Pochi anni dopo, nel 1808, sposò in seconde nozze Susan Wilkinson, che si prese cura del figliastro Julian. In questo periodo Arthur ereditò una vasta proprietà che vendette subito in cambio di una rendita annuale; l'acquirente andò però in bancarotta quasi immediatamente e per Thistlewood l'affare si rivelò un crack finanziario.
Intorno al 1810 si trasferì a Londra, venendo in contatto con i seguaci di Thomas Spence e sostenendo i loro ideali. Il 2 dicembre 1816, in occasione di un raduno di massa a Spa Fields, Thistlewood e James Watson, che facevano parte del comitato organizzatore, cercarono di fomentare il malcontento e confusione nella capitale. 
Mantenendosi in contatto con le zone periferiche riuscirono a far infuriare una parte della folla, la quale fu responsabile di alcuni disordini che avvennero nella città e nei dintorni. Un gruppo di agitatori marciò insieme a Thistlewood verso la Torre di Londra, chiedendone la capitolazione, ma al calar del sole fu ristabilito l'ordine.
Il governo non attuò un'effettiva repressione delle organizzazioni radicali sino al 1817, anno in cui furono emessi mandati di arresto per i principali esponenti spenceani.
Thistlewood rimase in libertà sino a maggio, quando venne arrestato mentre si preparava a lasciare l'Inghilterra e a trasferirsi in America con la sua famiglia. Quattro spenceani, di cui faceva parte anche Watson, furono accusati di alto tradimento.
Le accuse furono ritirate nel giro di poco tempo ma l'attività e il pensiero di Thistlewood si indirizzarono sempre verso il colpo di Stato, invece di dirigersi alla riforma del costituzionalismo. Provò più volte a provocare il disordine nella capitale, come il 6 settembre alla fiera di S. Bartolometo a Londra, ma non incontrò altro che una serie fallimenti e la detenzione per 12 mesi nel carcere di Horsham.
Successivamente, George Edwards, un seguace di Spence divenuto una spia del governo come infiltrato tra gli agitatori radicali, appoggiò l'idea di uccidere tutti ministri del gabinetto per accelerare gli obiettivi. Cominciò così a prendere forma ciò che oggi è conosciuta come “la congiura di Cato Street”.

## Il piano della cospirazione e la cattura
Il piano dei congiurati era di assassinare i ministri del gabinetto a casa del conte di Harrowby, indicata come luogo di ritrovo dei ministri per una cena il 23 febbraio 1820. Questa cena in realtà non era altro che un'esca per i potenziali assassini, fatta pubblicare dagli organi di polizia sul giornale “The New Times”.
Uno dei cospiratori di nome John Harrison prese in affitto un appartamento a Cato Street come base per le operazioni e riunioni per pianificare la strage. All'infiltrato George Edwards fu così offerta un'occasione d'oro, poiché partecipando alle riunioni poté riferire tutti i dettagli alla polizia.
Il 23 febbraio, il magistrato di Bow Street, Richard Birnie, e una spia della polizia, George Ruthven, andarono in un locale di fronte all'appartamento insieme a 12 agenti dei Bow Street Runners. Nonostante i cospiratori fossero già entrati nell'appartamento, le forze dell'ordine temporeggiarono tutto il pomeriggio prima di fare irruzione, poiché erano stati promessi loro dei rinforzi dalle Coldstream Guards.
Alle 20:30 di quella sera, le guardie fecero irruzione nell'appartamento; seguì uno scontro, durante il quale Thistlewood uccise con un colpo di spada l'ufficiale di polizia Richard Smithers. Thistlewood, Robert Adams, John Brunt e John Harrison riuscirono a fuggire da una finestra che dava sul retro dell'edificio, ma furono catturati la mattina seguente.

## L'accusa e la pena

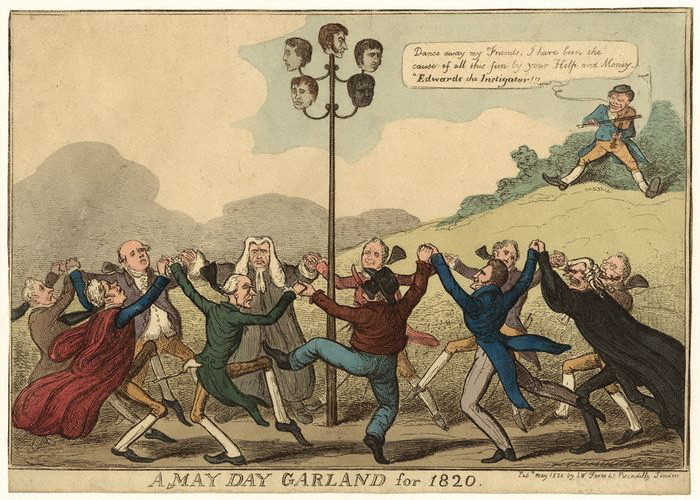
Rappresentazione della decapitazione, Samuel William Fores, Maggio 1820

Secondo gli atti del processo 13 persone furono arrestate e accusate dalla corte di aver commesso i seguenti reati:
- 1. cospirato per mettere a punto piani per sovvertire la Costituzione;
- 2. cospirato per muovere guerra e sovvertire la Costituzione;
- 3. cospirato per uccidere i membri del consiglio di gabinetto;
- 4. raccolto armi per uccidere i membri del consiglio di gabinetto;
- 5. raccolto armi e munizioni per fare guerra e sovvertire la Costituzione;
- 6. cospirato per impadronirsi di cannoni, armi e munizioni per armarsi, muovere guerra e sovvertire la Costituzione;
- 7. cospirato per bruciare case e caserme e per fornire combustibili a tale scopo;
- 8. preparato messaggi contenenti incitamenti ai sudditi del re per aiutare a muovere guerra e sovvertire la Costituzione;
- 9. preparato un messaggio ai sudditi del re, in cui si prometteva la distruzione dei loro tiranni e altro, per incitare i sudditi a dare sostegno nel muovere guerra e sovvertire la Costituzione;
- 10. manifestato l'intenzione di uccidere i membri del consiglio di gabinetto, muovere guerra e sovvertire la Costituzione.
- 11. mosso guerra;

Il processo si svolse dal 17 al 28 aprile 1820 e si concluse con la condanna a morte di 10 imputati; John Brunt, William Davidson, James Ings, Arthur Thistlewood e Richard Tidd furono impiccati e decapitati il 1º maggio 1820, mentre Charles Cooper, Richard Bradburn, John Harrison, James Wilson e John Strange ebbero la pena commutata nella deportazione a vita.